# Mechowiska Zęblewskie
Mechowiska Zęblewskie este o arie protejată (sit de importanță comunitară — SCI) din Polonia întinsă pe o suprafață de 107,86 ha, integral pe uscat.

## Localizare
Centrul sitului Mechowiska Zęblewskie este situat la coordonatele 54°27′25″N 18°06′45″E / 54.457°N 18.1126°E.

## Înființare
Situl Mechowiska Zęblewskie a fost declarat sit de importanță comunitară în octombrie 2009 pentru a proteja un număr necunoscut de specii din flora spontană și fauna sălbatică aflate în arealul zonei.

## Biodiversitate
Situată în ecoregiunea continentală, aria protejată conține 3 habitate naturale: Mlaștini turboase de tranziție și turbării mișcătoare, Mlaștini alcaline, Păduri de stejar sau de stejar și carpen sub-atlantice și medio-europene de Carpinion betuli.
La baza desemnării sitului se află un număr nedeclarat de specii protejate.